# Anton Pilgram
Anton Pilgram (Brno, verso 1460 – Vienna, 1515) è stato uno scultore e architetto boemo.

## Biografia

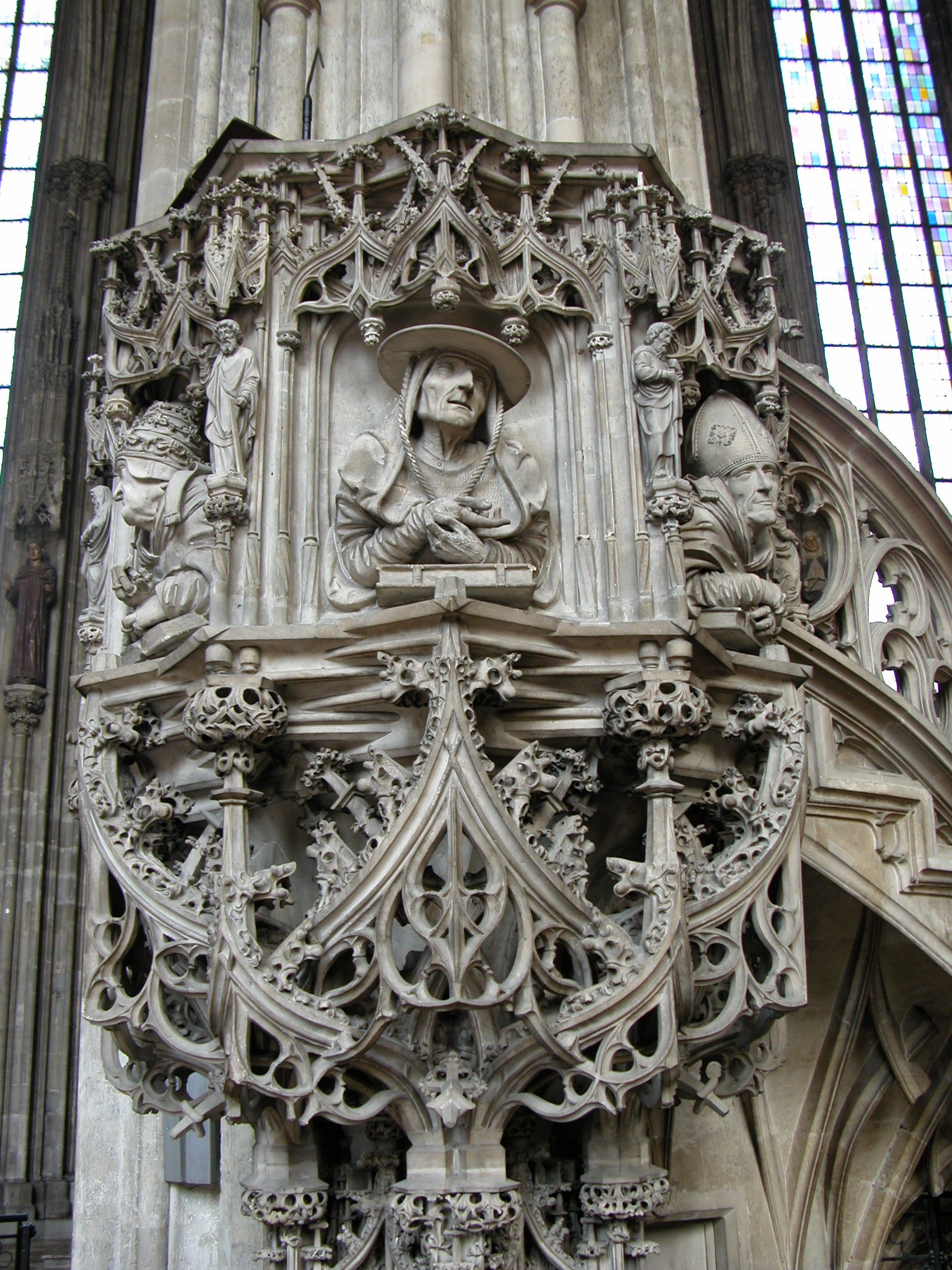
Il Pilgramkanzel nel Duomo di Vienna.

Dopo la sua formazione inizia a operare in Svevia, dapprima partecipando alla costruzione della chiesa di Sankt-Kilian a Heilbronn, poi a quella di San Giorgio a Schwieberdingen.
Nella Cappella di San Lorenzo a Rottweil, si trova il Weckenmännle, considerato il suo primo autoritratto, riprendendo la tradizione degli architetti medievali che si facevano discretamente rappresentare nelle loro costruzioni.
Dal 1500 al 1511 partecipa attivamente al cantiere della Chiesa di San Giacomo Maggiore a Brno, nella sua città natale, dove nel 1510-11 realizzerà un'opera singolare come il portale tardogotico del Municipio Vecchio, dai caratteristici pinnacoli ritorti.
Dal 1511 al 1515 prende parte al cantiere del Duomo di Vienna, per il quale realizzerà la cantoria gotica dell'organo, con un suo famoso autoritratto rappresentato con gli strumenti da lavoro, compasso e squadra; e soprattutto quello che sarà il suo capolavoro e una delle sculture più alte del tardogotico: il Pilgramkanzel. Il prezioso Pulpito dai complicati intrecci e trafori gotici, domina la navata centrale ed è decorato con le statue dei quattro Padri della Chiesa e da piccole sculture di animali diabolici scacciati da un cane. Da una piccola finestrella più sotto, la Fenstergucker, si affaccia lo stesso Pilgram.

## Opere

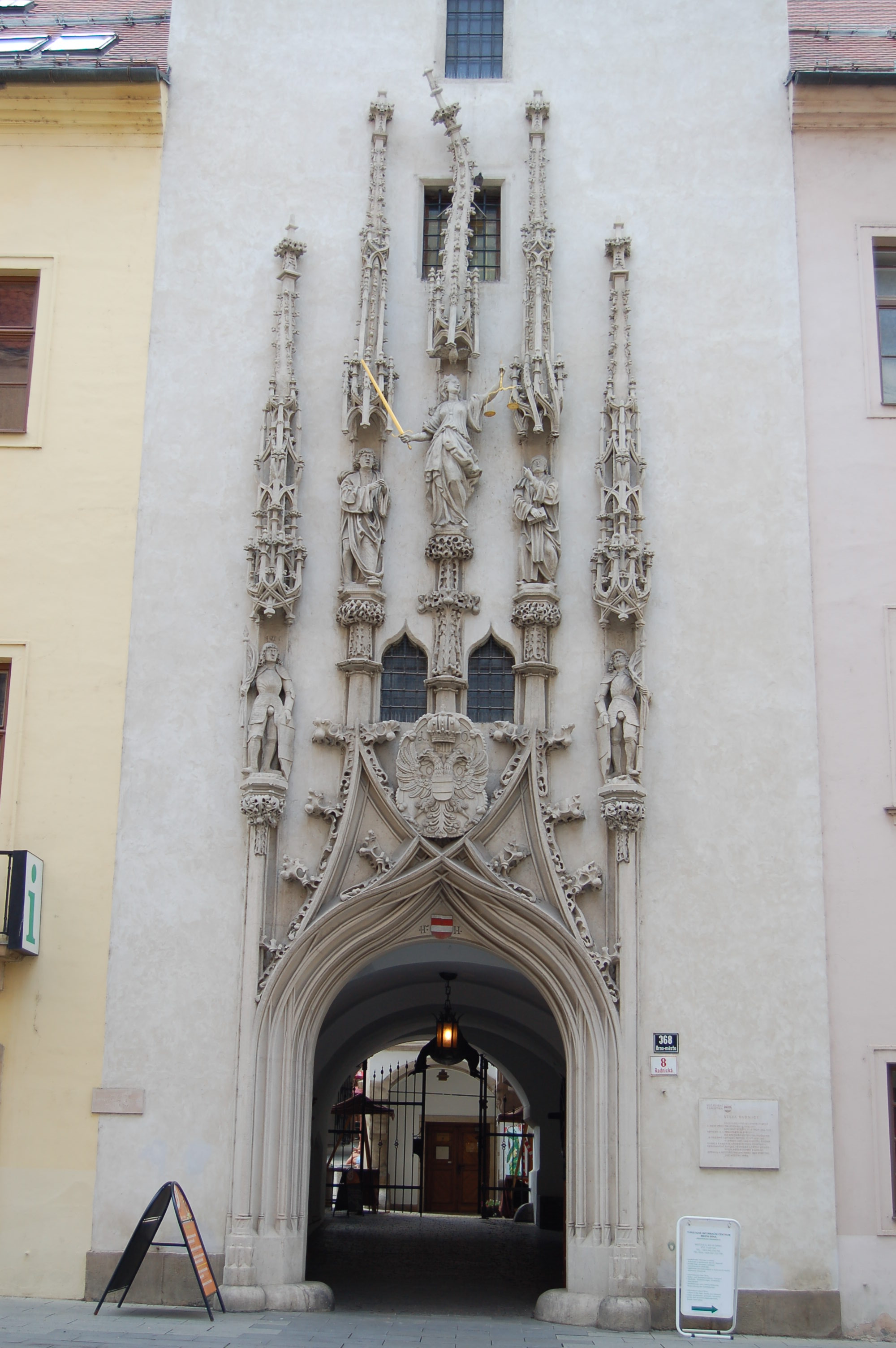
Portale del Municipio Vecchio di Brno.
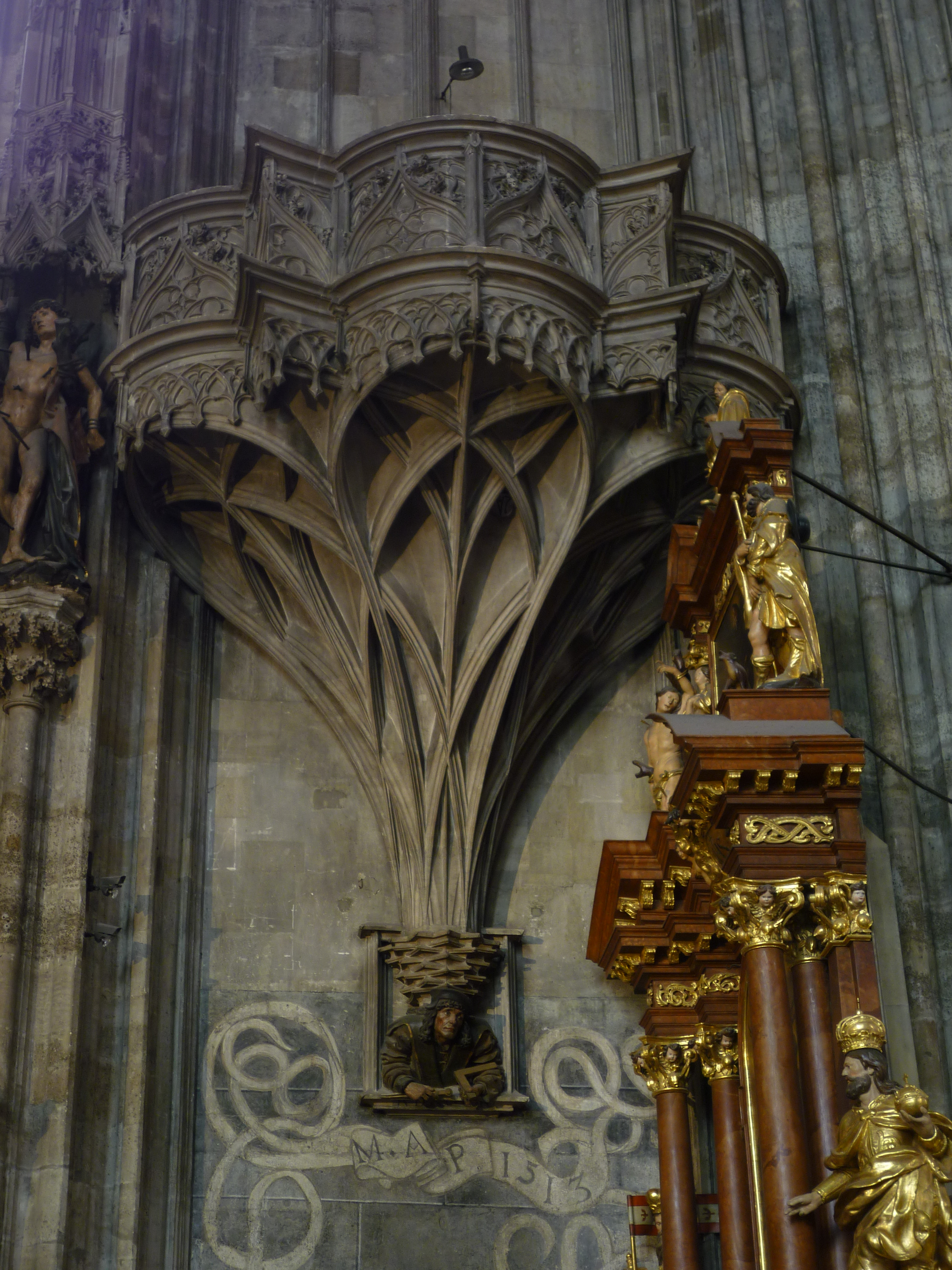
Cantoria dell'organo del Duomo di Vienna.
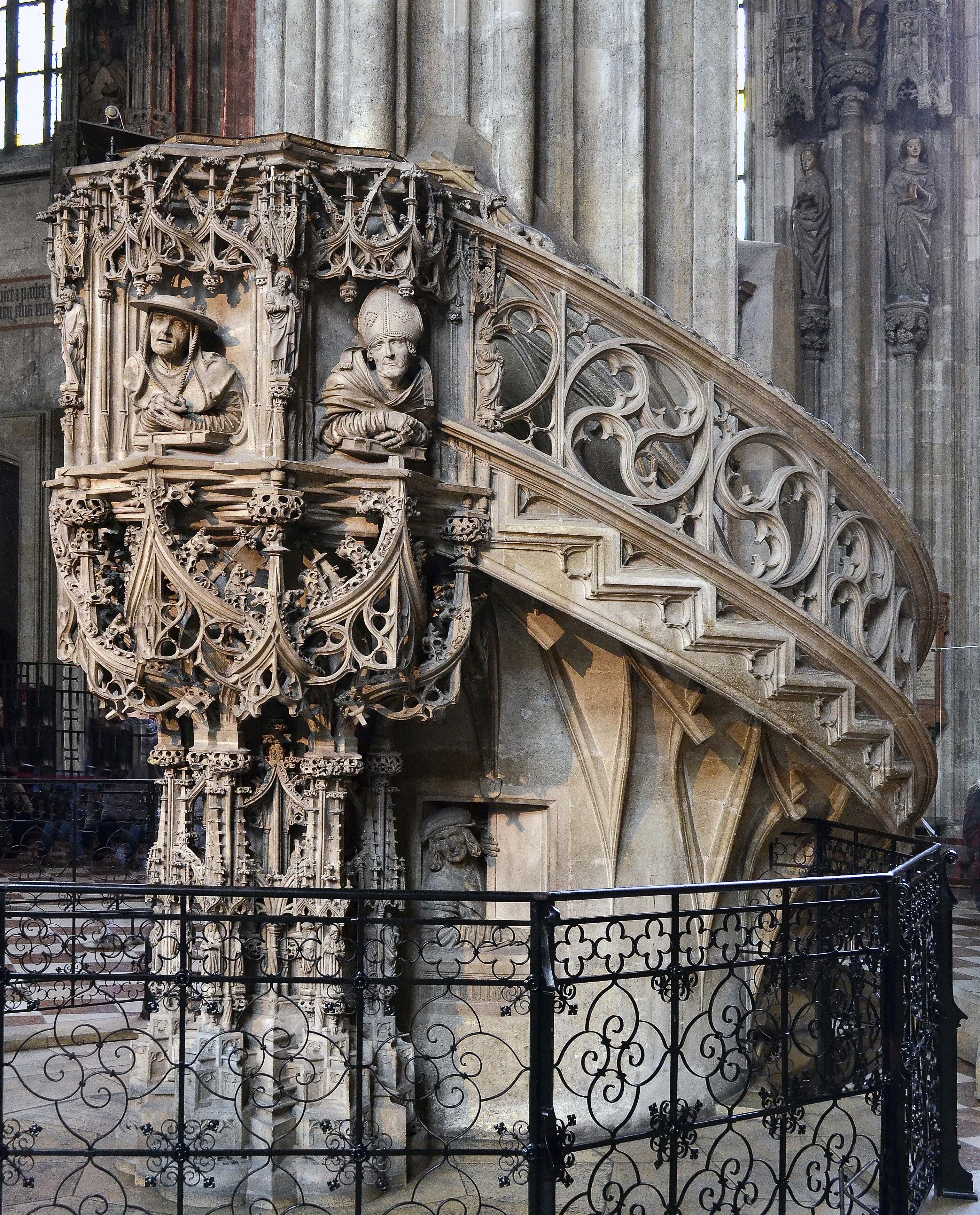
Il Pilgramkanzel.
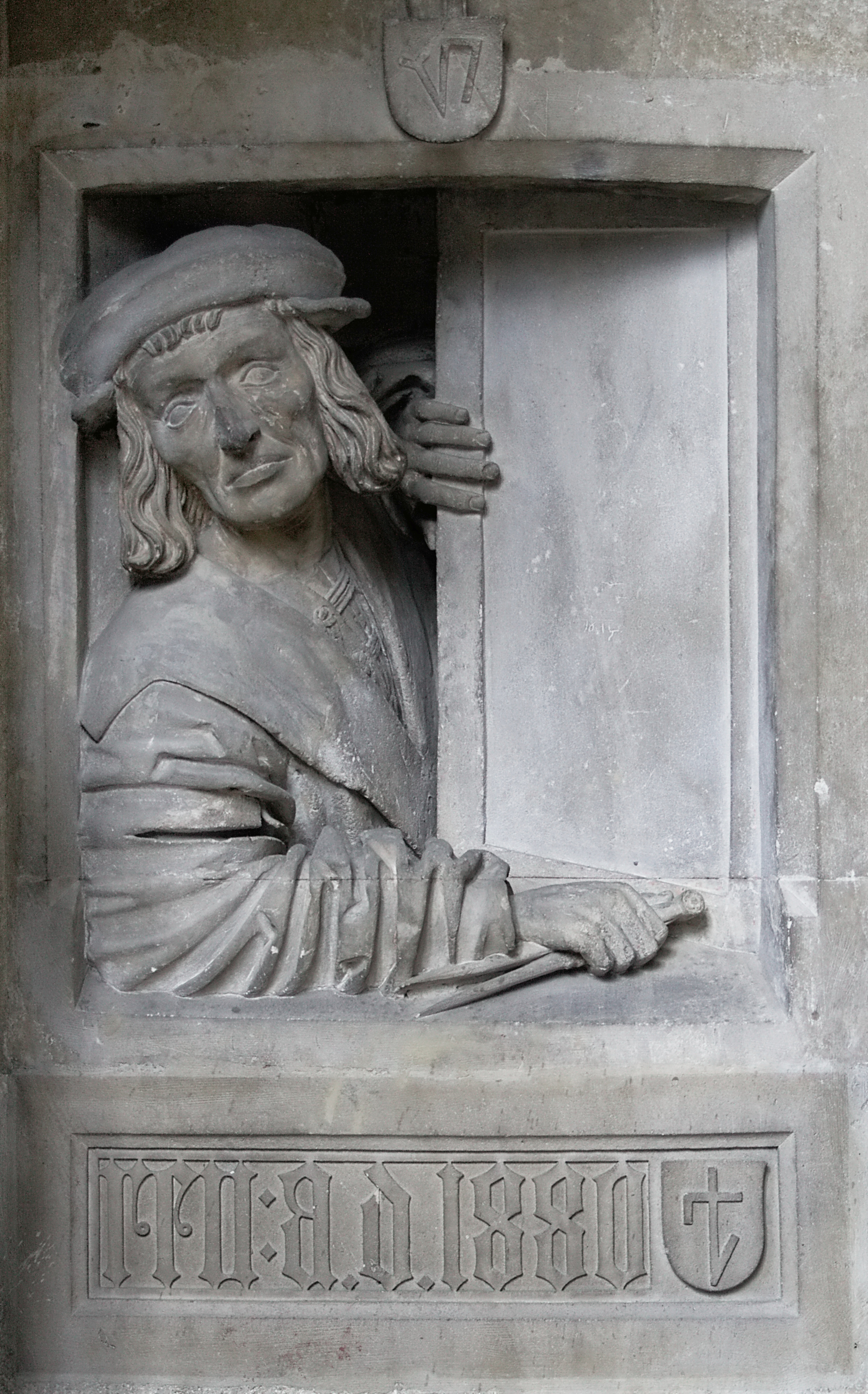
Autoritratto nel Pilgramkanzel.